# 彼女の恋人
「彼女の恋人」（かのじょのこいびと）は、1993年4月25日に発売された槇原敬之の7枚目のシングル。発売元はWEA MUSIC（後にワーナーミュージック・ジャパンに併合）。

## 解説
このイメージの曲は前より作ろうと思っており、デビュー作「NG」も槇原が好きな黒人音楽を少し取り入れていたりしていたが、その後、しばらくの間理由は不明だがプロデューサーの木崎賢治が禁止令を出していた。その禁止令が解かれたため、本作が完成した。

## カップリング曲
C/W曲「CLASS OF 89」はアルバム未収録曲。2010年開催｢SYMPHONY ORCHESTRA CONCERT "cELEBRATION 2010" 〜Sing Out Gleefully!〜｣で披露され、ライブの模様を収録したライブCD・DVD『SYMPHONY ORCHESTRA CONCERT "cELEBRATION 2010" 〜Sing Out Gleefully!〜』が2011年5月25日に発売。2013年、ベスト・アルバム『春うた、夏うた。〜どんなときも。』に収録。

## 収録曲
作詞・作曲・編曲：槇原敬之
1. 彼女の恋人
2. CLASS OF 89